# Beaumont (marka samochodów)

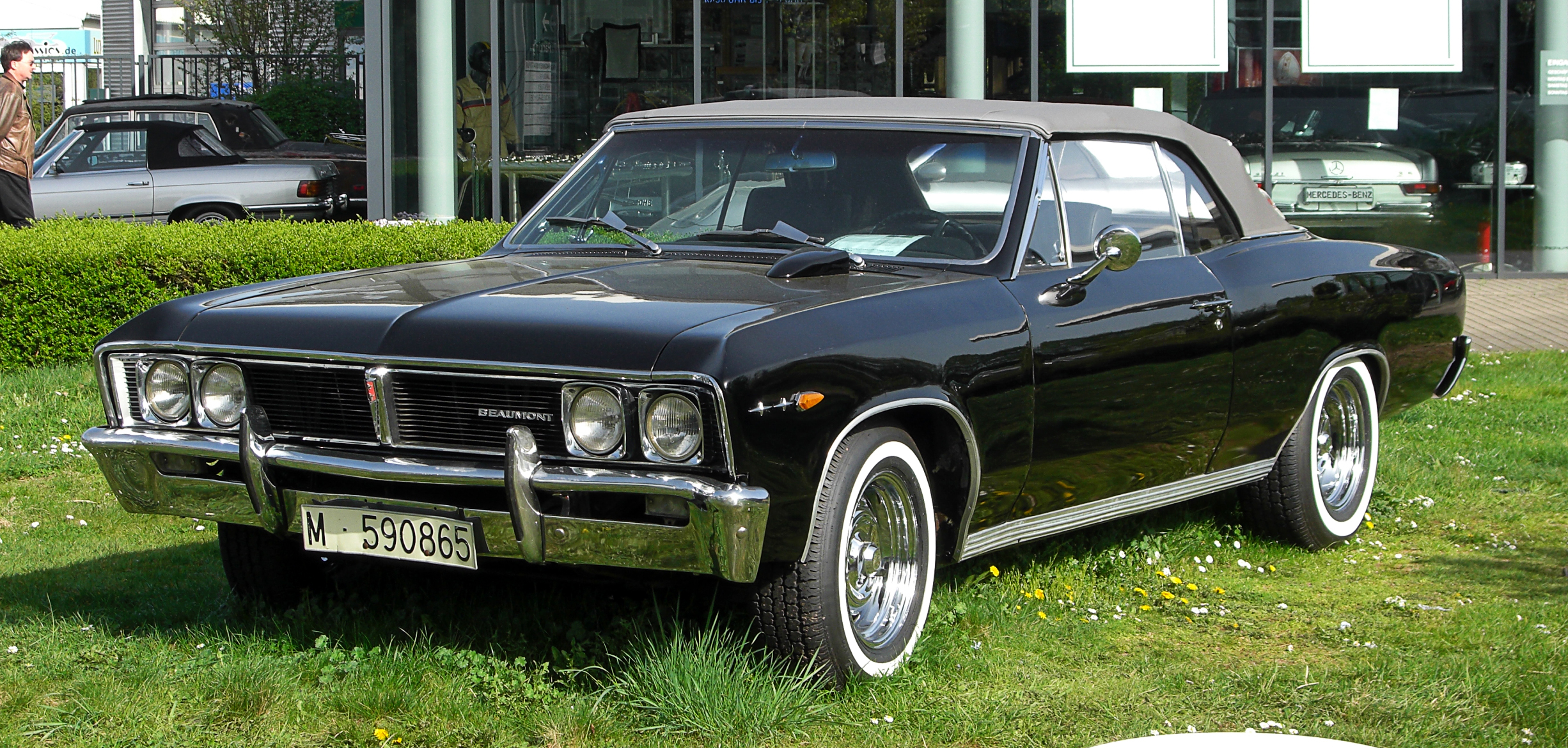
Beaumont

Beaumont – dawny kanadyjski producent samochodów osobowych, z siedzibą w Oshawie, działający w latach 1966–1969. Należał do amerykańskiego koncernu General Motors. 

## Historia
Po tym, jak w latach 1962–1966 nazwa Beaumont była stosowana jako topowy wariant modelu marki Acadian, w 1966 roku kanadyjski oddział koncernu General Motors podjął decyzję o wydzieleniu tej nazwy na rzecz oddzielnej marki samochodów.
Poczynając od 1966 roku Beaumont rozpoczął sprzedaż modelu bez unikalnej nazwie, nazywanego po prostu Beaumont. Oparty na bazie Chevroleta Chevelle pojazd przeznaczony był z myślą o wewnętrznym rynku kanadyjskim, a ponadto - wytwarzano i oferowano go także w Chile.
Po 3 latach rynkowej obecności, marka Beaumont została zlikwidowana przez General Motors i wycofana z rynku. Aż do końca lat 80. XX wieku nie zdecydowano się na wdrożenie do sprzedaży dedykowanej dla rynku kanadyjskiego filii.

## Modele samochodów

### Historyczne
- Beaumont (1966–1969)